# Grand Prix Monaka 1969
Grand Prix Monaka 1969 (oficiálně XXVII Grand Prix Automobile de Monaco) se jela na okruhu Circuit de Monaco v Monte Carlu v Monaku dne 18. května 1969. Závod byl třetím v pořadí v sezóně 1969 šampionátu Formule 1.

## Kvalifikace
| Poř. | No. | Jezdec               | Konstruktér     | Čas    | Ztráta |
| ---- | --- | -------------------- | --------------- | ------ | ------ |
| 1    | 7   | Jackie Stewart       | Matra-Ford      | 1:24.6 | —      |
| 2    | 11  | Chris Amon           | Ferrari         | 1:25.0 | +0.4   |
| 3    | 8   | Jean-Pierre Beltoise | Matra-Ford      | 1:25.4 | +0.8   |
| 4    | 1   | Graham Hill          | Lotus-Ford      | 1:25.8 | +1.2   |
| 5    | 9   | Jo Siffert           | Lotus-Ford      | 1:26.0 | +1.4   |
| 6    | 14  | John Surtees         | BRM             | 1:26.0 | +1.4   |
| 7    | 6   | Jacky Ickx           | Brabham-Ford    | 1:26.3 | +1.7   |
| 8    | 5   | Jack Brabham         | Brabham-Ford    | 1:26.4 | +1.8   |
| 9    | 16  | Piers Courage        | Brabham-Ford    | 1:26.4 | +1.8   |
| 10   | 2   | Richard Attwood      | Lotus-Ford      | 1:26.5 | +1.9   |
| 11   | 4   | Bruce McLaren        | McLaren-Ford    | 1:26.7 | +2.1   |
| 12   | 3   | Denny Hulme          | McLaren-Ford    | 1:26.8 | +2.2   |
| 13   | 15  | Jackie Oliver        | BRM             | 1:28.4 | +3.8   |
| 14   | 10  | Pedro Rodríguez      | BRM             | 1:30.5 | +5.9   |
| 15   | 17  | Silvio Moser         | Brabham-Ford    | 1:30.5 | +5.9   |
| 16   | 12  | Vic Elford           | Cooper-Maserati | 1:32.8 | +8.2   |

## Závod
| Poř.   | No. | Jezdec               | Konstruktér     | Počet kol | Čas/Odstoupení | Pořadí na startu | Body |
| ------ | --- | -------------------- | --------------- | --------- | -------------- | ---------------- | ---- |
| 1      | 1   | Graham Hill          | Lotus-Ford      | 80        | 1:56:59.4      | 4                | 9    |
| 2      | 16  | Piers Courage        | Brabham-Ford    | 80        | + 17.3         | 9                | 6    |
| 3      | 9   | Jo Siffert           | Lotus-Ford      | 80        | + 34.6         | 5                | 4    |
| 4      | 2   | Richard Attwood      | Lotus-Ford      | 80        | + 52.9         | 10               | 3    |
| 5      | 4   | Bruce McLaren        | McLaren-Ford    | 79        | + 1 kolo       | 11               | 2    |
| 6      | 3   | Denny Hulme          | McLaren-Ford    | 78        | + 2 kola       | 12               | 1    |
| 7      | 12  | Vic Elford           | Cooper-Maserati | 74        | + 6 kol        | 16               |      |
| Ret    | 6   | Jacky Ickx           | Brabham-Ford    | 48        | Zavěšení       | 7                |      |
| Ret    | 7   | Jackie Stewart       | Matra-Ford      | 22        | Hřídel         | 1                |      |
| Ret    | 8   | Jean-Pierre Beltoise | Matra-Ford      | 20        | Hřídel         | 3                |      |
| Ret    | 11  | Chris Amon           | Ferrari         | 16        | Diferenciál    | 2                |      |
| Ret    | 10  | Pedro Rodríguez      | BRM             | 15        | Motor          | 14               |      |
| Ret    | 17  | Silvio Moser         | Brabham-Ford    | 15        | Hřídel         | 15               |      |
| Ret    | 14  | John Surtees         | BRM             | 9         | Převodovka     | 6                |      |
| Ret    | 5   | Jack Brabham         | Brabham-Ford    | 9         | Nehoda         | 8                |      |
| Ret    | 15  | Jackie Oliver        | BRM             | 0         | Nehoda         | 13               |      |
| Zdroj: |     |                      |                 |           |                |                  |      |

## Průběžné pořadí po závodě
Pohár jezdců
|        | Pořadí | Jezdec         | Body |
| ------ | ------ | -------------- | ---- |
|        | 1      | Jackie Stewart | 18   |
| 2      | 2      | Graham Hill    | 15   |
| 1      | 3      | Bruce McLaren  | 10   |
| 1      | 4      | Denny Hulme    | 8    |
| 1      | 5      | Jo Siffert     | 7    |
| Zdroj: |        |                |      |

Pohár konstruktérů
|        | Pořadí | Konstruktér  | Body |
| ------ | ------ | ------------ | ---- |
|        | 1      | Matra-Ford   | 18   |
| 1      | 2      | Lotus-Ford   | 15   |
| 1      | 3      | McLaren-Ford | 12   |
| 1      | 4      | Brabham-Ford | 7    |
| 1      | 5      | BRM          | 2    |
| Zdroj: |        |              |      |